# ناحية باسرمة
ناحية باسرمة وهي إحدى نواحي قضاء شقلاوة في محافظة أربيل في العراق تبلغ مساحتها حوالي 319.57كم2 و 70% من اراضيها سهول و 20% تلال و 10% جبال وعدد القرى التابعة لها 48 قرية